# Park Meandr (Karlovy Vary)
Park Meandr je nově vybudovaný park v meandru řeky Ohře (Karlovy Vary)

## Charakteristika
Areál se rozkládá na ploše 8,6 ha. Park vznikl revitalizací ploch v meandru. V historii se zde nalézalo zahradnictví a pěstovala zelenina (úrodná nivní půda).Po terénních a vegetačních úpravách zde vznikl park s průtočným náhonem (Ohárecký náhon), oválem pro in-line bruslaře, a dětským hřištěm. Náhon přivádí vodu z Ohře, která se klikatí parkem mezi jezírky.

## Vybavenost
- dvě hřiště pro petanque a na plážový volejbal nebo badminton
- V jihozápadní části meandru bylo vybudováno dětské hřiště a adrenalinová louka (na hřišti je 50 hracích prvků)